# Dieter Kersten
Dieter Kersten (* 25. Oktober 1996) ist ein belgischer Leichtathlet, der sich auf die Langstrecken- und Straßenläufe spezialisiert hat.

## Sportliche Laufbahn
Dieter Kersten trat 2013 in seinen ersten Wettkämpfen gegen die nationale Konkurrenz an. Ende August gewann er die Goldmedaille über 3000 Meter bei den Belgischen U18-Meisterschaften. Ein Jahr darauf trat er über 5000 Meter bei den Belgischen U20-Meisterschaften an und gewann ebenfalls die Goldmedaille. 2015 siegte er bei den gleichen Meisterschaften im 1500-Meter-Lauf. Im Juli des Jahres sammelte er erste internationale Erfahrung, als er bei den U20-Europameisterschaften im schwedischen Eskilstuna an den Start ging. Zunächst trat er über 10.000 Meter an und gewann in einer Zeit von 30:21,85 min die Bronzemedaille. Zwei Tage später ging er auch über die 5000 Meter an den Start, die er auf dem zehnten Platz beendete. 2016 siegte Kersten im Februar über 3000 Meter bei den Belgischen Hallenmeisterschaften. Es blieb sein bislang einziger nationaler Titelgewinn bei den Erwachsenen. 2017 nahm er im 10.000-Meter-Lauf an den U23-Europameisterschaften in Bydgoszcz teil. Dort lief er allerdings in 30:36,63 min seine schwächste Zeit der Saison und kam damit nicht über Platz 14 hinaus. 2018 lief Kersten im Juni persönliche Bestzeit von 28:46,25 min über 10.000 Meter. Ein Jahr trat er über diese Distanz bei der Universiade in Neapel an und beendete das Rennen auf dem zwölften Platz. In der Folge trat er vermehrt in Straßenläufen an. 2021 lief er seinen ersten Marathon und Halbmarathon. Mit seiner Zeit von 2:10:22 h, die er Mitte April in Enschede lief, schaffte er die Qualifikation für die Olympischen Sommerspiele in Tokio. Es stellte die schnellste Marathon-Debütantenzeit eines Belgiers dar. Schließlich landete er Anfang August nach 2:22:06 h auf dem 59. Platz.

## Wichtige Wettbewerbe
| Jahr                | Veranstaltung             | Ort                 | Platz               | Disziplin           | Zeit                |
| Startet für Belgien | Startet für Belgien       | Startet für Belgien | Startet für Belgien | Startet für Belgien | Startet für Belgien |
| ------------------- | ------------------------- | ------------------- | ------------------- | ------------------- | ------------------- |
| 2015                | U20-Europameisterschaften | Eskilstuna          | 3.                  | 10.000 m            | 30:21,85 min        |
| 2015                | U20-Europameisterschaften | Eskilstuna          | 10.                 | 5000 m              | 14:50,81 min        |
| 2017                | U23-Europameisterschaften | Bydgoszcz           | 14.                 | 10.000 m            | 30:36,63 min        |
| 2019                | Universiade               | Neapel              | 12.                 | 10.000 m            | 30:53,15 min        |
| 2021                | Olympische Sommerspiele   | Tokio               | 59.                 | Marathon            | 2:22:06 h           |

## Persönliche Bestleistungen
Freiluft
- 3000 m: 8:06,90 min, 3. Juni 2017, Oordegem
- 5000 m: 13:50,09 min, 27. Mai 2017, Oordegem
- 10.000 m: 28:46,25 min, 9. Juni 2018, Leiden
- Halbmarathon: 1:02:43 h, 21. März 2021, Dresden
- Marathon: 2:10:22 h, 18. April 2021, Enschede

Halle
- 3000 m: 8:12,67 min, 20. Februar 2016, Gent

## Sonstiges
Kersten ist Student der Wirtschaftswissenschaften.